# Ištar (pevačica)
Ester (Eti) Zek (hebrejski: אישתאר, engl. Esther (Eti) Zach; rođena 10. novembra 1968), poznatija kao Ištar, izraelska je pevačica koja izvodi na arapskom, hebrejskom, bugarskom, francuskom, španskom, ruskom i engleskom jeziku. Ona je najpoznatija po svom radu kao pevačica francuskog benda Alabina, i svojim solo pop hitovima kao što su "C'est la vie" , "Last Kiss" , "Horchat Hai Caliptus" i "Habibi".

## Biografija
Eti Zek je rođena 10. novembra 1968. u Kirjat Ati, blizu Hajfe i odrastala je u Izraelu. Rođena od egipatsko-jevrejske majke i marokansko-jevrejskog oca, oboje iz sefardsko-mizrahijevog nasleđa, koji su ranije emigrirali u Izrael.
Peva na arapskom, hebrejskom, francuskom, španskom, bugarskom, ruskom i engleskom jeziku. 
Ištar je počela da nastupa po klubovima sa četrnaest godina i nastavila je čak i dok je bila u IDF-u. Iako je rođena Eti Zek, izabrala je ime Ištar, po mesopotamskoj boginji, jer ju je njena baka nazvala Ester, koje je "sa njenim egipatskim naglaskom zvučalo kao Ištar", rekla je ona.
Bilo je to u to vreme kada ju je prijateljica zamolila da joj se pridruži u Francuskoj. Ubrzo se zaljubila u zemlju i odlučila da joj ona bude dom.

## Karijera

### Alabina godine
Kada se preselila u Francusku, Ištar je počela da radi kao rezervni vokal za nekoliko flamenko muzičkih bendova. Tu ju je  otkrio Čarls Ibgui, koji ju je, zaljubljen u njen glas, upoznao sa muzičkom grupom Los Niños de Sara. Pridružila se grupi kao vodeći vokal i zajedno su nastupali pod imenom Alabina.
Alabina je ubrzo postigla svetski uspeh u top 10 i top 40 hitova nekoliko puta u SAD-u. Pronašla je uspeh u mešanju flamenka, arapskog popa i plesa. Muzička grupa  Los Niños de Sara je obično pevala na španskom, dok je Ištar pevala na španskom, arapskom, francuskom, hebrejskom ili mešavini jezika - nekoliko pesama je pevano na španskom i arapskom jeziku.

### Solo karijera
Uprkos uspehu Alabine, posle dva albuma, Ištar je odlučila da napravi sopstveni projekat (iako je još uvek bila član grupe); Muzička grupa Los Niños de Sara je takođe počela da izdaje sopstvene CD-ove. 
U novembru 2000. godine, "La Voik d'Alabina"  (Glas Alabine) je objavljen. On je pojačao orijentalni pop zvuk dok je mešao neke tradicionalne arapske zvukove i plesne ritmove. Devet od dvanaest pesama je uglavnom bilo na francuskom, mada su se arapski, španski, engleski i hebrejski mešali u različite pesme (na primer, pesma  "Last Kiss"  je bila na engleskom). Nekoliko pesama našlo je uspeh na plesnom podijumu, uključujući i  "Last Kiss" .
Ištar je takođe posetila svoje fanove u Izraelu, gde je bila domaćin nekoliko televizijskih emisija, pevajući duo sa lokalnim zvezdama kao što su Pavlo Rouzenberg, Avihu Medina i Dejvid Dor.
Ištar je nastavila da obilazi svet sa Alabinom narednih nekoliko godina dok je radila na svom drugom albumu  "Truly Emet"  , koji je izašao u avgustu 2003, ovaj put sa većinom pesama na hebrejskom. Međutim, odlučila je da peva više pesama u mešavinama arapskog i hebrejskog da bi pokazala da između dve kulture može postojati harmonija. Album  "Truly Emet"  je ponovo bio plesni uspeh, posebno pesme  "C'est La Vie"  i ponovo  "Last Kiss".
Grupa Alabina je imala još nekoliko nastupa, mada se od 2005. godine činilo kao da se grupa raspušta zato što više nije aktivno izvodila ili objavljivala novu muziku. 
Ištarin treći album, "Je Sais D'ou Je Viens"  (Znam odakle dolazim) je objavljen u novembru 2005. godine. Ovaj put muzika je još uvek bila orijentalna pop, ali sa mnogo manje plesa. Mešalo se  više  hip-hop ritma  sa arapskom muzikom. Većina pesama je pevana na arapskom, četiri su pevane na francuskom, a nekoliko na engleskom, dok su španski i hebrejski jezik mogli da se nađu u celom albumu. Ponovo je našla plesni uspeh sa singlovima kao što je  "Habibi (Savah)",  u kojoj je je prvi put u karijeri sarađivala sa reperom Džej Em Aj Sisoko (engl. JMI Sissoko). 
Ubrzo nakon toga objavljen je CD sa najvećim hitovima, "The Alabina Years",  koji je bio mešavina Ištarinih solo hitova  i nekih novih pesama na engleskom jeziku.
Ištar trenutno živi u Francuskoj i radi na promociji albuma  "Best Of". 
2005. godine, Ištar je izdala svoj peti album, koji je snimljen u Parizu, Njujorku i Turskoj. Nakon ovog albuma, odlučila je da napravi pauzu da bi rodila blizance 2007. godine. 
2009. godine je snimila pesmu  "Iahad"  u duetu sa Kobijem Perezom, koja je nagrađena kao  "Pesma godine"  (Diamond Award) na nagradama Big Apple Music Awards u Njujorku.
2012. je objavila novi album pod nazivom "7". Album sadrži dvanaest pesama, uključujući i prvi singl  "Mi Amor" . Iste godine prikazana je u dramatičnoj ulozi u  izraelskom filmu  "The Ballad of the Weeping Spring"  i kao izvođač u naslovnoj pesmi istoimenog filma.

## Diskografija

### Albumi
(Nabrojani su samo solo CD-ovi)
- (2000)
- (2005)
- 7 (2012)
- (2016)

### DVD
- (objavljen 2002)

## Spoljašnje veze
- Zvanični veb-sajt